# Parabathyscia corsica
Parabathyscia corsica es una especie de escarabajo del género Parabathyscia, familia Leiodidae. Fue descrita por primera vez por Abeille de Perrin en 1875.

## Distribución
Se encuentra en Córcega.